# Daniel Huybrechts

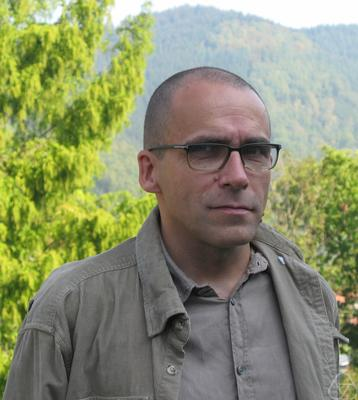
Daniel Huybrechts

Daniel Huybrechts (* 9. November 1966 in Ost-Berlin) ist ein deutscher Mathematiker, der sich mit algebraischer Geometrie beschäftigt.

## Leben
Huybrechts studierte ab 1985 Mathematik an der Humboldt-Universität Berlin, wo er 1989 bei Herbert Kurke sein Diplom machte. Danach war er am Max-Planck-Institut für Mathematik in Bonn. 1992 wurde er bei Kurke promoviert (Stabile Vektorbündel auf algebraischen Flächen. Tjurins Methode zum Studium der Geometrie der Modulräume). 1994/95 war er am Institute for Advanced Study und 1996 am IHES. 1996 war er Assistent an der Universität-Gesamthochschule Essen, wo er sich 1998 habilitierte. 1997/98 war er an der École normale supérieure in Paris. Ab 1998 war er Professor an der Universität Köln, ab 2002 an der École polytechnique (Chargé de Cours) und Professor an der Universität Paris VII. Seit 2005 ist er Professor an der Universität Bonn.
Huybrechts untersuchte zum Beispiel K3-Flächen und deren höherdimensionale Analoga (kompakte Hyperkähler-Mannigfaltigkeiten) und Modulräume von Garben auf Varietäten.
2010 war er Invited Speaker auf dem Internationalen Mathematikerkongress in Hyderabad (Hyperkähler Manifolds and Sheaves), 2017 wurde er in die Academia Europaea und 2025 in die Leopoldina gewählt.

## Schriften
- Fourier-Mukai transforms in Algebraic Geometry, Oxford Mathematical Monographs, 2006
- Complex geometry - an introduction, Springer, Universitext, 2004
- mit Dominic Joyce, Mark Gross: Calabi-Yau manifolds and related geometries, Springer 2002.
- mit Manfred Lehn: The geometry of moduli spaces of sheaves, Vieweg, Aspects of Mathematics, 1997
- Compact hyper-Kähler manifolds: basic results. Invent. Math. 135 (1999), no. 1, 63–113.